# Ose (Pologne)
Pour les articles homonymes, voir Ose (homonymie).
Ose est une localité polonaise de la gmina de Międzybórz, située dans le powiat d'Oleśnica en voïvodie de Basse-Silésie.

## Histoire
De 1742 à 1945, Ossen fait partie de l'arrondissement de Groß Wartenberg (de) dans le district de Liegnitz au sein de la province de Silésie.